# Воронцовка (Пензенская область)
Воронцовка — деревня в Мокшанском районе Пензенской области России. Входит в состав Засечного сельсовета.

## География
Деревня находится в северной части Пензенской области, в пределах Сурско-Мокшанской возвышенности, в лесостепной зоне, на левом берегу реки Саранки, на расстоянии примерно 7 километров (по прямой) к северо-северо-востоку от рабочего посёлка Мокшан, административного центра района. Абсолютная высота — 226 метров над уровнем моря.

### Климат
Климат характеризуется как умеренно континентальный, с холодной продолжительной зимой и тёплым летом. Среднегодовая температура воздуха — 4,6 °C. Средняя температура воздуха самого тёплого месяца (июля) — 19 °C; самого холодного (января) — −13 °C. Безморозный период длится 150 дней. Продолжительность вегетационного периода — в среднем 144 дня. Среднегодовое количество атмосферных осадков варьируется от 480 до 500 мм, из которых большая часть выпадает в тёплый период. Снежный покров устанавливается в конце ноября и держится в течение 141 дня.

### Часовой пояс
Деревня Воронцовка, как и вся Пензенская область, находится в часовой зоне МСК (московское время). Смещение применяемого времени относительно UTC составляет +3:00.

## Население
| 2010 |
| ---- |
| 0    |

### Национальный состав
Согласно результатам переписи 2002 года, в национальной структуре населения русские составляли 100 % из 8 чел.